# Orchard (Nebraska)
Orchard est un village du comté d'Antelope, dans l'État du Nebraska, aux États-Unis. En 2020, il comptait une population de 363 habitants.